# Mobilní terminál
Mobilní terminál (čtečka) je mobilní počítač používaný v logistice, ve skladovém hospodářství, ve vozidlech pro monitoring a navigaci, při evidenci majetku apod. Průmyslový mobilní terminál bývá obvykle vybaven integrovanou čtečkou čárových kódů, stále častěji i čtečkou QR kódů, nebo DPM.

## Operační systémy
Nejvíce používanými operačními systémy v mobilních terminálech jsou Windows CE, Windows Mobile a Android.

### Rozhraní a konektivita
Mobilní terminál obsahuje displej (dotykový nebo nedotykový) pro zobrazení informací a klávesnici pro vstup dat. Prostřednictvím integrovaných konektorů (micro USB typ B, Jack 3.5mm, USB typ A) nebo bezdrátových technologií lze k mobilnímu terminálu připojit periférie, jako tiskárny, sluchátka, myši, alfanumerické klávesnice a další.
Využívané bezdrátové technologie obvykle zahrnují Wi-Fi 802.11a/b/g, Bluetooth, případně IrDA. Mobilní terminály vybavené WWAN datovým adaptérem (eGPRS, HSDPA,…) lze využívat pro mobilní konektivitu a sběr dat kdekoliv v terénu.
Některé terminály jsou vybavené dokovacími stanicemi, které umožňují pohodlné a rychlé připojení k PC a průběžné dobíjení akumulátoru.

### Baterie
Zatímco v minulosti bylo oblíbené používání Ni-Cd a Ni-Mh akumulátorů v terminálech, v současnosti jsou již na ústupu. Stále častěji se používají akumulátory technologie Li-Ion.
Nabíjení je obvykle realizováno externí nabíječkou (po ukončení práce je třeba akumulátor vyjmout a vložit do nabíječky). K moderním terminálům existují přímo připojitelné nabíječky (akumulátor se nabíjí uvnitř přístroje).

### Odolnost
Některé typy terminálů se dělají v robustním provedení, díky kterému mají vyšší odolnost a vydrží proto pád z malé výšky (obvykle do 1,5m). Mohou mít vyšší krytí, pro práci venku, kde mohou být nepříznivé počasí (déšť, sníh).